# リーグワン参入を目指すチーム
リーグワン参入を目指すチーム（リーグワンさんにゅうをめざすチーム）は、地域リーグまたは3つの地域のラグビーフットボール協会（関東協会、関西協会、九州協会）に所属するクラブチームのうち、将来的にジャパンラグビーリーグワン（リーグワン）への参戦を目指していることを公式に表明しているチームの一覧である。

## 概要
リーグワンに参入申請をしたことのあるチームはリーグワン参入を目指していることが明確であるが、その他クラブについては、公式サイトあるいはプレスリリース等の出典が明らかである場合に限り、リーグワン参入を目指すチームと見なす。なお、将来的に加盟できる可能性については考慮していない。
「リーグワンを目指す」、「リーグワン昇格を目標に」、などの表現によりリーグワン参入を目指すことを示唆することを公式に表明するチームについては、リーグワン参入を目指すチームと見なす。

## リーグワンに新規参入申請をしたチーム
以下、各チームの名称・所属リーグ・成績は当時のもの。

### 2023年 参入申請
「JAPAN RUGBY LEAGUE ONE 新規参入チームの受け入れ (2023年)」を参照。
| 申請したチーム名        | 活動拠点       | 2022-2023シーズン成績            | 審査結果                                                 |
| ----------------------- | -------------- | -------------------------------- | -------------------------------------------------------- |
| ヤクルトレビンズ        | 埼玉県戸田市   | トップイーストリーグAグループ2位 | 2024-25シーズンから「ヤクルトレビンズ戸田」として参入    |
| セコムラガッツ          | 埼玉県狭山市   | トップイーストリーグAグループ4位 | 2024-25シーズンから「狭山セコムラガッツ」として参入      |
| 秋田ノーザンブレッツRFC | 秋田県秋田市   | トップイーストリーグAグループ5位 | 新規参入チームには選ばれなかった｡                        |
| LeRIRO福岡              | 福岡県うきは市 | トップキュウシュウAリーグ優勝    | 2024-25シーズンから「ルリーロ福岡」として参入            |
| 日立Sun Nexus茨城       | 茨城県日立市   | トップイーストリーグBグループ3位 | 審査基準を充たすことができず、参入対象チームから外れた。 |

### 2025年 参入申請
「JAPAN RUGBY LEAGUE ONE 新規参入チームの受け入れ (2025年)」を参照。
| 申請したチーム名     | 活動拠点     | 2024-25シーズン成績              | 審査結果               | 備考        |
| -------------------- | ------------ | -------------------------------- | ---------------------- | ----------- |
| AZ-COM丸和MOMOTARO'S | 千葉県柏市   | トップイーストリーグAグループ1位 | (2026年1月末 結果発表) | [ 5 ] [ 6 ] |
| 日立Sun Nexus茨城    | 茨城県日立市 | トップイーストリーグAグループ3位 | (2026年1月末 結果発表) | [ 6 ]       |

## その他のチーム
以下、各チームの所属リーグは、原則として2025年8月現在のもの。

### 地域リーグ所属
- クリーンファイターズ山梨（トップイーストA、山梨県）- 公式サイトに「山梨からラグビー最高峰のリーグワンへ」と記載｡[7]
- 横河武蔵野アトラスターズ（トップイーストB、東京都武蔵野市）- ニュースサイトの特集記事のGMのコメントに「現状ではリーグワン参入の構想は助走段階」と記載があり、将来的な参入の可能性に言及している｡[8]
- BIG BLUES八千代ベイ東京（トップイーストC、東京都・千葉県）- 公式Instagramに「2030年までにリーグワン昇格を目指すラグビーチーム」と記載｡[9]
- 豊田通商BLUE WING（トップウェストA、愛知県豊田市）- 2025年1月の公式サイトに「10年後にリーグワン昇格」と記載していた[10]｡ 2025年8月には「3年後にTOP WESTリーグ優勝を目標に掲げ」と記載[11]。
- MARUWA LOGISTAR’Z KYOTO（トップウェストA、京都府八幡市）- 2025年「関西丸和ロジスティクス」から改名。公式Instagramに「京都初リーグワン参入を目指す」と記載｡[12]